# Винона (Тексас)
Винона (енгл. Winona) град је у америчкој савезној држави Тексас. По попису становништва из 2010. у њему је живело 576 становника.

## Демографија
Према попису становништва из 2010. у граду је живело 576 становника, што је 6 (1,0%) становника мање него 2000. године.
| Група             | 2000.       | 2010.       |
| Белци             | 491 (84,4%) | 448 (77,8%) |
| Афроамериканци    | 64 (11,0%)  | 67 (11,6%)  |
| Азијати           | 1 (0,2%)    | 1 (0,2%)    |
| Хиспаноамериканци | 18 (3,1%)   | 56 (9,7%)   |
| Укупно            | 582         | 576         |